# NGC 6125
NGC 6125 (другие обозначения — NGC 6127, ZWG 298.29, NGC 6128, 1ZW 142, UGC 10345, MCG 10-23-65, PGC 57812) — эллиптическая галактика (E) в созвездии Дракон.
Галактика занесена в новый общий каталог несколько раз, с обозначениями NGC 6125, NGC 6127, NGC 6128.
Этот объект входит в число перечисленных в оригинальной редакции «Нового общего каталога».